# Bernardino delle Croci
Bernardino delle Croci o dalle Croci (Parma, ... – Brescia, 1528) è stato un orafo e scultore italiano.

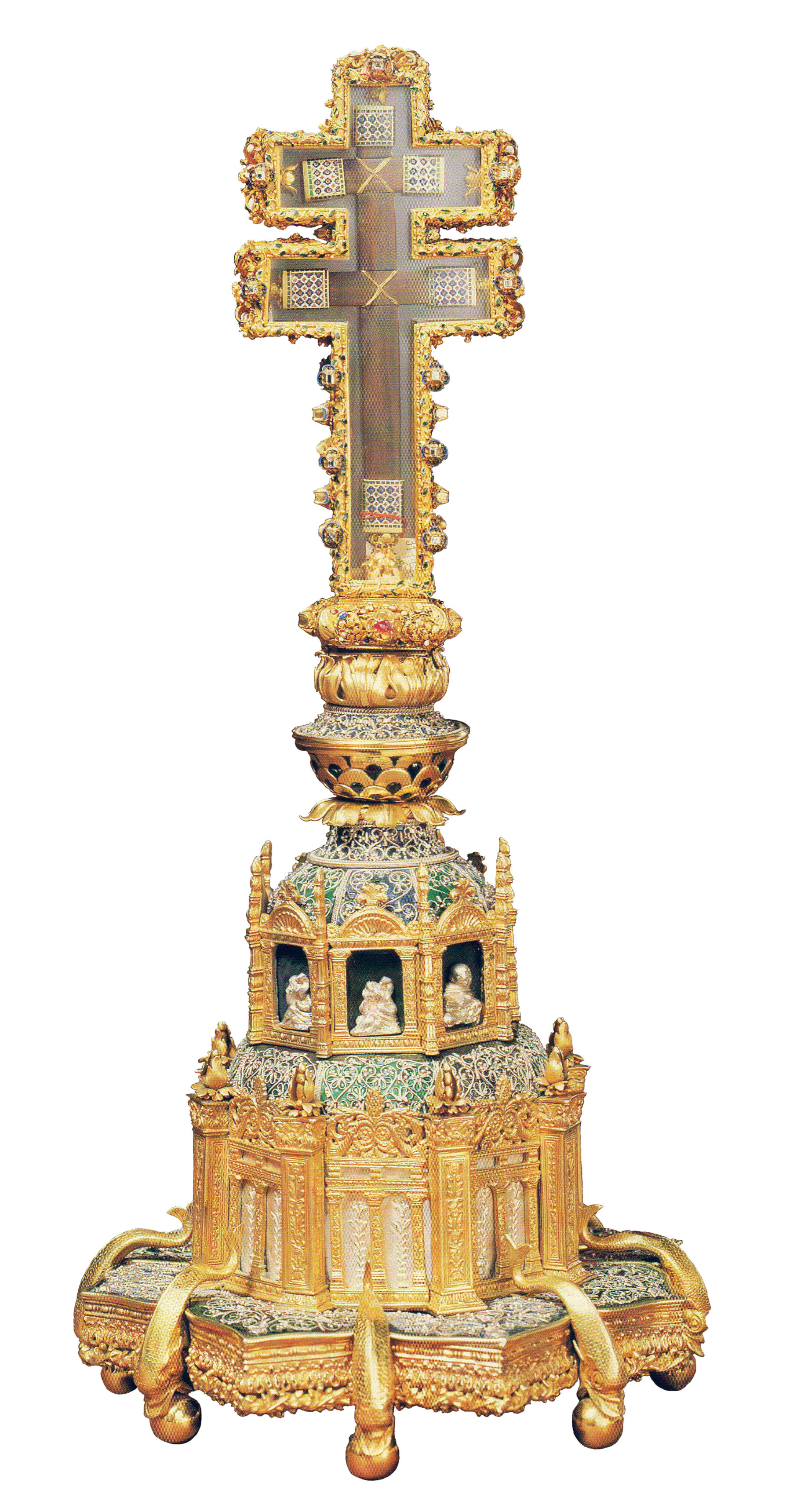
Bernardino delle Croci, Reliquiario della Santa Croce, 1474-1484, Brescia, Duomo vecchio

È stato capostipite della famiglia dei Delle Croci, importanti orafi e scultori dell'epoca specializzati nella realizzazione di croci astili, d'altare e reliquiari.

## Biografia
Figlio di Giacomino, nasce a Parma in un anno imprecisabile della seconda metà del Quattrocento. La sua presenza a Brescia è documentata a partire da un estimo del 2003 che lo dice residente nei pressi di Porta Bruciata. Non è questo, però, l'anno dell'arrivo di Bernardino a Brescia: nel 1487 riceve infatti il saldo di pagamento del piedistallo del reliquiario della Santa Croce conservato nel tesoro delle Sante Croci in Duomo vecchio, la cui realizzazione era stata deliberata dal Consiglio speciale della città il 12 agosto 1474 e dal Consiglio generale il 30 dello stesso mese.
Iscritto alla Scuola dei Santissimo Sacramento della basilica di San Pietro de Dom, Bernardino è nominato nel verbale della seduta del 1º maggio 1501 del consiglio generale della Scuola, in cui figura tra i membri incaricati di sovrintendere all'esecuzione dell'ancona della Confraternita, affidata a Vincenzo Foppa.Tra il 1503 e il 1517 è documentata l'esecuzione del mausoleo Martinengo per la chiesa del Santissimo Corpo di Cristo, la più straordinaria e tormentata commessa della scultura rinascimentale bresciana, eseguita in collaborazione con Gasparo Cairano per la parte lapidea.
Il 4 agosto 1521 i frati minori osservanti del convento di San Giuseppe di Brescia gli concedono l'autorizzazione a costruire a sue spese una cappella nella chiesa, la nona della navata sinistra dall'ingresso, dedicata a san Bernardo, poi mutata in san Guglielmo, davanti alla quale avessero sepoltura lui e i membri della sua famiglia. L'attività svolta dal Bernardino in qualità di procuratore dei minori osservanti della basilica di Sant'Apollonio e in seguito di sindaco del convento di San Giuseppe, incarico che egli ricoprì almeno dal 1519 all'aprile 1528, è attestata da alcuni documenti dell'epoca.
Per erronea trascrizione dal manoscritto di Pandolfo Nassino da parte di Andrea Valentini nel 1882, si è tramandata, ripetuta in tutta la bibliografia successiva, la data 6 giugno 1528 come data della morte di Bernardino. Nel sopracitato manoscritto in verità si ricorda che il 6 luglio 1528 Bernardino acquistò un terreno e che un suo figlio, forse Giovanni Francesco, fu ucciso da Giovan Giacomo Savallo. La morte di Bernardino dovette comunque avvenire a Brescia tra il 1528 e il 1530, se in un documento del 7 genn. 1531 risulta essere già morto.
Nella sua bottega si formano il figlio Giovanni Francesco e il nipote Girolamo, che si dimostreranno valenti prosecutori dell'eredità artistica lasciata dal padre. Muore a Brescia nel 1528.

## Stile
Bernardino dalle Croci, secondo il parere unanime della critica antica e moderna, è stato riconosciuto come uno dei più grandi orafi della Lombardia rinascimentale e uno dei migliori interpreti, in questo campo, degli stilemi proto rinascimentali in diffusione nel territorio lombardo alla fine del Quattrocento.
Come detto, l'arte di altissimo livello qualitativo raggiunta da Bernardino sarà trasmessa ai figli, che diventeranno a loro volta due importantissimi esponenti dell'arte orafa bresciana e lombarda cinquecentesca.

## Opere
Bernardino, così come i figli dopo di lui, si specializzò probabilmente nella realizzazione di crocifissi e croci astili, motivo per il quale assunse addirittura il cognome "dalle Croci" o "delle Croci". Alla sua produzione, che non dovette essere esigua, sono però attribuibili solamente due opere, il reliquiario della Santa Croce e l'apparato bronzeo del mausoleo Martinengo, già citati.
Esistono comunque numerose opere per le quali non è possibile confermare la paternità di Bernardino, soprattutto a causa della collaborazione dei figli, più o meno evidente a seconda dei casi. La sua impronta o, per lo meno, la sua influenza artistica è riscontrabile ad esempio nel reliquiario delle Sante Spine, nella Croce di San Faustino e in altre opere simili che presentano costanti richiami all'arte gotica, anche se i bronzi del mausoleo Martinengo, databili al primo quindicennio del XVI secolo, testimoniano un palese quanto riuscito aggiornamento verso la bronzistica "all'antica", classica o di gusto classico. Non è un caso, quindi, che anche la produzione della sua bottega si adatti rapidamente a questi nuovi canoni, come dimostrato da opere quali la Croce di San Francesco di documentata esecuzione del figlio Giovanni Francesco.